# Hierarquia policial de Portugal
Em Portugal, cada corpo policial tem a sua hierarquia própria. As forças de segurança têm uma organização hierárquica semelhante, ou igual, à militar. Os serviços de segurança têm uma hierarquia inteiramente civil. Apresentam-se aqui as várias hierarquias, com a correspondência aproximada, entre forças e serviços.

## Hierarquia nas Forças de Segurança
| Polícia de Segurança Pública | Corpo da Guarda Prisional | Polícia Marítima    | Guarda Nacional Republicana |  |
| ---------------------------- | ------------------------- | ------------------- | --------------------------- |  |
| Director Nacional            | Director-Geral            | Comandante-Geral    | Comandante-Geral            |  |
| Director Nacional Adjunto    |                           | 2º Comandante-Geral | Tenente-General             |  |
| Superintendente-Chefe        | -                         | -                   | Major-General               |  |
| Superintendente              |                           | Comandante Regional | Coronel                     |  |
| Intendente                   | -                         | Comandante Local    | Tenente-Coronel             |  |
| Subintendente                | -                         | -                   | Major                       |  |
| Comissário                   | Comissário                | Inspector           | Capitão                     |  |
| Subcomissário                |                           | Subinspector        | Tenente                     |  |
| -                            | -                         | Chefe               | Alferes                     |  |
| Aspirante a Oficial          | -                         | -                   | Aspirante a Oficial         |  |
| Chefe coordenador            | Chefe coordenador         | -                   | Sargento-Mor                |  |
| -                            |                           | -                   | Sargento-Chefe              |  |
| Chefe Principal              | Chefe principal           | SubChefe            | Sargento-Ajudante           |  |
| Chefe                        | Chefe                     | Agente 1ª classe    | Primeiro-Sargento           |  |
| -                            |                           | Agente 2ª classe    | Segundo-Sargento            |  |
| -                            | -                         | -                   | Furriel                     |  |
| Agente coordenador           | Guarda coordenador        | -                   | Cabo-Mor                    |  |
| -                            |                           | -                   | Cabo-Chefe                  |  |
| Agente Principal             | Guarda Principal          | Agente 3.ª Classe   | Cabo                        |  |
| -                            | -                         | -                   | Guarda Principal            |  |
| Agente                       | Guarda                    | Agente Estagiário   | Guarda                      |  |

## Hierarquia nos Serviços de Segurança
| Polícia Judiciária                               | Autoridade de Segurança Alimentar e Económica | Serviço de Estrangeiros e Fronteiras       |
| ------------------------------------------------ | --------------------------------------------- | ------------------------------------------ |
| Director Nacional                                | Inspector-Geral                               | Director-Geral                             |
| Director Nacional Adjunto                        | -                                             | Director-Geral Adjunto                     |
| -                                                | Subinspector-Geral                            | -                                          |
| Director da Unidade Nacional                     | -                                             | -                                          |
| Director de Diretoria                            | Inspector-Director                            | Director Central / Director Regional       |
| Coordenador do Gabinete de Recuperação de Ativos | -                                             | -                                          |
| Subdiretor da Diretoria                          | -                                             | Subdirector Central / Subdirector Regional |
| Coordenador Superior de Investigação Criminal    | Inspector-Chefe                               | Inspector Coordenador Superior             |
| Coordenador de Investigação Criminal             | -                                             | Inspector Coordenador                      |
| Inspector-Chefe                                  | -                                             | Inspector-Chefe                            |
| Inspector                                        | Inspector                                     | Inspector                                  |
| Inspector Estagiário                             | -                                             | Inspector Estagiário                       |